# پتروالد (ناحیه کاروینا)
پتروالد (به چکی: Petřvald) یک منطقهٔ مسکونی و شهرستان دارای شهرک سابقاً روستا در جمهوری چک است که در ناحیه کاروینا واقع شده‌است. پتروالد ۱۲٫۶۳ کیلومتر مربع مساحت و ۷٬۲۵۲ نفر جمعیت دارد و ۲۶۵ متر بالاتر از سطح دریا واقع شده‌است.